# Vincent Bueno
Vincent Bueno (Viena, 10 de desembre del 1985) és un cantant austríac d'origen filipí. El 2019 va ser elegit internament per representar Àustria al Festival de la Cançó d'Eurovisió 2020, que s'hauria celebrat a la ciutat neerlandesa de Rotterdam en cas de no haver sigut cancel·lat per la pandèmia per coronavirus de 2019-2020, amb la cançó Alive. Per això, la televisió pública austríaca el va seleccionar internament per a representar el país al Festival d'Eurovisió 2021 amb el tema Amen. Ja va participar en el Festival de la Cançó d'Eurovisió del 2017 com a corista de Nathan Trent i el 2016 va participar en la preselecció austríaca.